# De Paupe
De Paupe is een historisch merk van motorfietsen.
Dit Franse bedrijf was gevestigd in Lyon en leverde tijdens de Tweede Wereldoorlog een elektrische scooter. Men had behoefte aan een alternatief voor benzinevoertuigen omdat benzine alleen aan de Duitse bezetters en hun collaborateurs ter beschikking stond.